# Nick Tandy
Nick Tandy, né le 5 novembre 1984 à Bedford, est un pilote automobile britannique.

## Palmarès
- Formule Ford
  - Vice-champion du Championnat de Grande-Bretagne de Formule Ford en 2006
  - Vainqueur du Formule Ford Festival en 2007
- Porsche Carrera Cup Allemagne
  - Champion en 2011 avec Konrad Motorsport
  - Vice-champion en 2010 avec Konrad Motorsport
- Porsche Supercup
  - Vice-Champion en 2010 avec Konrad Motorsport
- International GT Open
  - Vice-champion en 2012 avec une Porsche 997 GT3 RSR du Manthey Racing
- Vainqueur de la Porsche Cup en 2012
- Vainqueur du Petit Le Mans en 2015 sur Porsche 911 RSR (991)
- Vainqueur des 24 Heures du Mans en 2015 sur Porsche 919 Hybrid
- Vainqueur des 24 Heures du Nürburgring en 2018

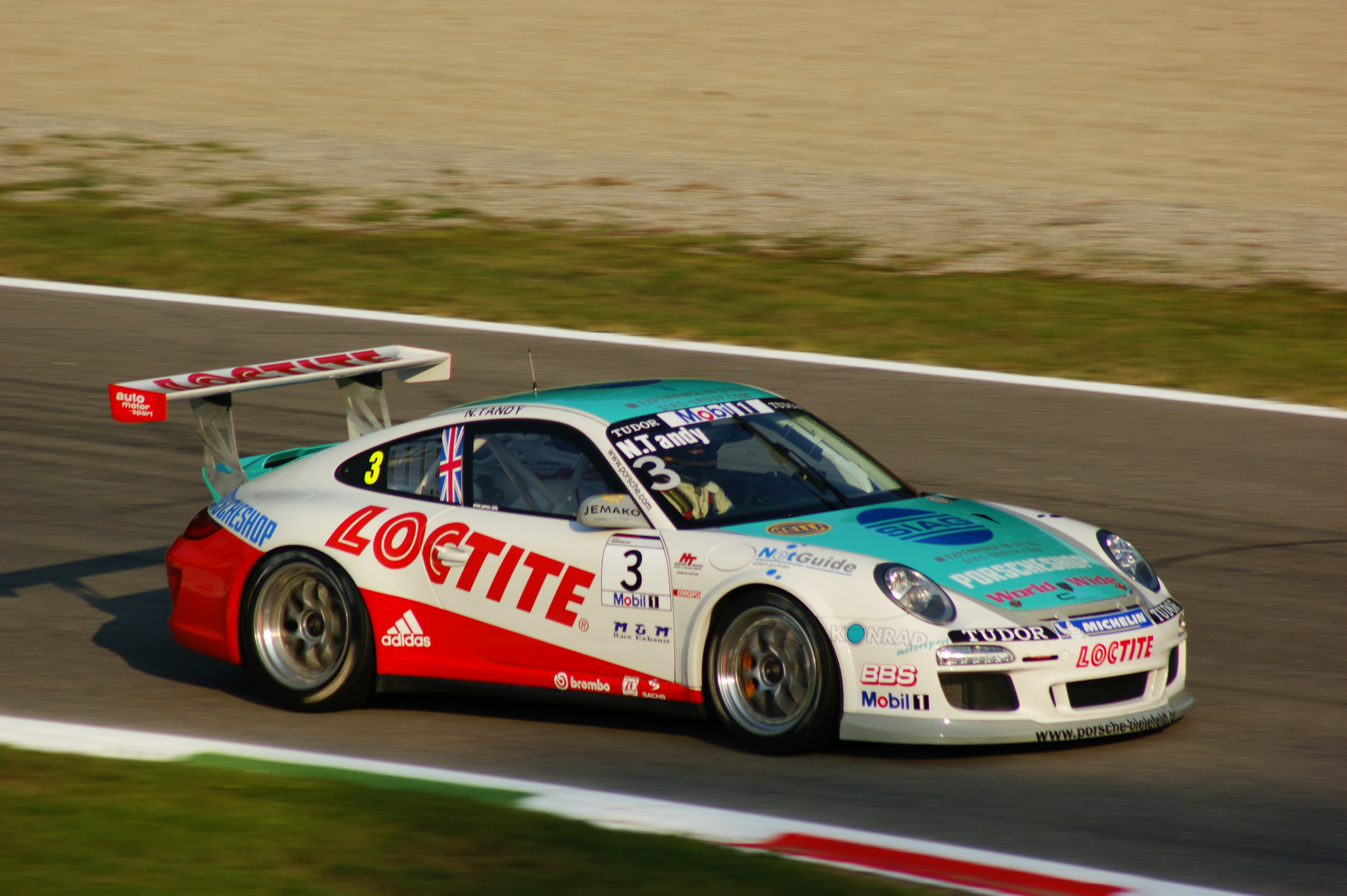
La Porsche Supercup à Monza en 2011
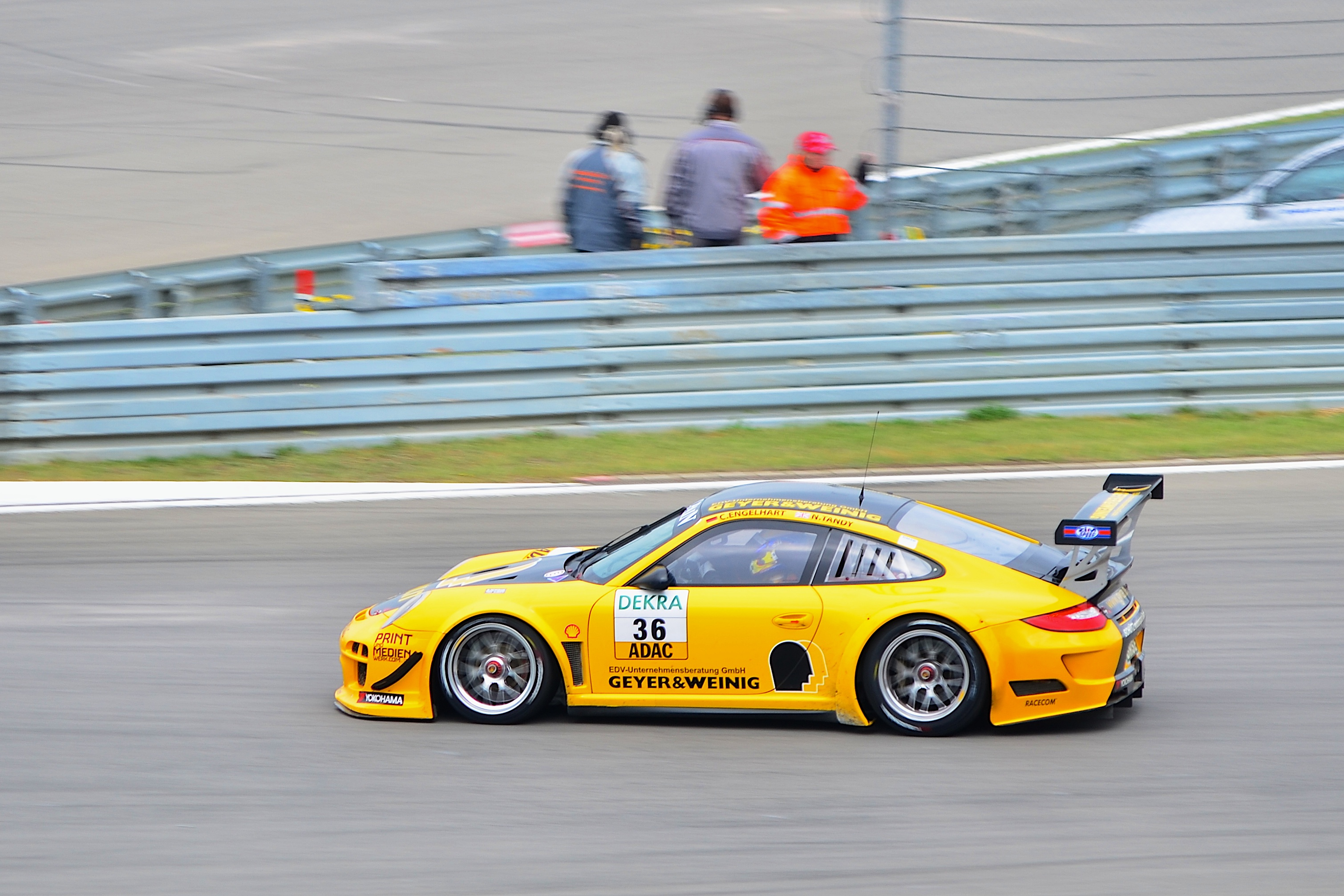
La Porsche 911 GT3 R en ADAC GT Masters 2012